# Maxwell Hunter
Maxwell White Hunter (* 11. März 1922 in Hollidaysburg, Pennsylvania; † 10. November 2001) war ein US-amerikanischer Raketeningenieur und Raumfahrtwissenschaftler, der für seine langjährigen Verdienste 1989 mit einem Sonderpreis der US-amerikanischen National Space Society ausgezeichnet wurde.

## Leben

### Studium und Chefingenieur bei der Douglas Aircraft Company
Nach dem Schulbesuch studierte Hunter Physik und Mathematik am Washington & Jefferson College in Washington (Pennsylvania) und absolvierte anschließend ein postgraduales Studium im Fach Aeronautik-Ingenieurwissenschaften am Massachusetts Institute of Technology (MIT), das er 1944 mit einem Philosophiae Doctor (Ph.D.) beendete.
Danach begann er eine Tätigkeit als Ingenieur bei dem Flugzeughersteller Douglas Aircraft Company in Santa Monica und befasste sich dort mit Entwürfen von Prototypen der von dem Unternehmen hergestellten Douglas XA-42 und Douglas XB-43-Bombern. Danach wurde er Mitarbeiter in dem Team, das sich mit dem Aufbau der Lenkflugkörperentwicklung befassen sollte. In den folgenden Jahren war er als Chefingenieur an der Entwicklung von Kurzstreckenraketen wie Honest John, Thor, Nike Zeus und anderen Flugkörpern des Kalten Krieges beteiligt.
Als Chefingenieur für Weltraumsysteme war er Anfang der 1960er Jahre verantwortlich für alle Raumfahrtentwicklungen der Douglas Aircraft Company verantwortlich. Hierzu gehörten die Delta-Trägerrakete sowie die Saturn S-IV-Trägerrakete für das Apollo-Programm.

### Mitglied des NASC und Chefingenieur bei Lockheed
1961 verließ er die Douglas Aircraft Company und wurde Mitglied des National Aeronautics and Space Council (NASC), einem Gremium zur Beratung der US-Präsidenten John F. Kennedy und Lyndon B. Johnson in Fragen der Weltraumpolitik.
1965 kehrte Hunter in die Privatwirtschaft zurück und war als Mitarbeiter der Lockheed Missiles & Space Company verantwortlich für den Entwurf von verbesserten Raumtransportfahrzeugen, die Entwicklung größerer Tanks für Space Shuttles und die Lenkung des Hubble-Weltraumteleskop in den frühen Entwicklungsstadien Mitte der 1970er Jahre.
Hunter war während seiner Zeit als Chefingenieur bei Lockheed auch ein überzeugter Förderer der Ideen junger Enthusiasten. Durch seine Interesse förderte er die frühe Anerkennung des Mathematik-Studenten Michael Minovitch, der eine Revolution bei der Entwicklung interplanetarer-Raum-Missionen begann. Während eines Semesterferien-Jobs im Jet Propulsion Laboratory (JPL) der National Aeronautics and Space Administration (NASA) in La Cañada Flintridge fragte sich Minovitch, ob die Gravitation eines Planeten dafür genutzt werden könnte, einem vorbeifahrenden Raumschiff einen Tritt (‚kick‘) zu geben.
Minovitch zeigte, wie man eine Trajektorie zu einem Zielplaneten so entwerfen könnte, dass ein sogenannter Swing-by oder Gravity Assist von einem Planeten erhalten werden könnte, um ein Raumschiff zu einem anderen Planeten zu befördern. Ein einfacher Boost von dem zweiten Planeten würde dazu führen, zu einem dritten Planeten zu gelangen, und so weiter. Die einzige benötigte Energie wäre dann diejenige, um von der Erde zum ersten Planeten zu gelangen. 1965 wurde diese Idee für das spätere Voyager-Projekt übernommen, zu dem auch die am 20. August 1977 begonnene Fahrt der Voyager 2 zur Erforschung des äußeren Planetensystems gehörte.

### Ruhestand und spätere Forschungen
Als er 1987 in den Ruhestand trat, gründete er mit SpaceGuild Inc. in Sunnyvale (Kalifornien) seine eigene Beratungsfirma.
Während dieser Zeit stellte er auch Überlegungen zur Ablösung der Space Shuttles an und veröffentlichte kurz darauf nach dem Challenger-Unglück am 28. Januar 1986 unter dem Titel The Opportunity einen Bericht über die Notwendigkeit zur Ablösung der Shuttles durch ein weniger teures Startsystem. Darin sah er auch klassische unternehmerische Chancen für eine Weltraumwirtschaft, wobei der Schlüssel nach seiner Ansicht in einem billigeren Weltraumtransport und einer weniger kostenintensiven Shuttle-Ablösung lag. In seinem Bericht führte er aus:
„Solch ein neues Fahrzeug sollte in der Entwicklung nicht mehr pro Pfund kosten als der Prototyp eines Flugzeugs  und die Sicherheit eines Flugzeugs besitzen.“
(‚Such a new vehicle should not cost much more per pound to develop than an experimental airplane and possess airplane-class safety‘).
1989 verlieh ihm die US-amerikanische National Space Society einen Sonderpreis für „einen lebenlangen Beitrag auf dem Gebiet von Raketen, Lenkflugkörpern und Raumfahrt“. Allerdings war er auch durch seine Entwürfe für Raketen maßgeblich an der Star Wars genannten Strategic Defense Initiative (SDI) und der Vorstellung dieser Planungen gegenüber US-Präsident Ronald Reagan beteiligt. Er unterstützte – wie sich aus seinem Nachlass ergab – auch spätere Versionen eines Startsystems als Ersatz für Space Shuttles und stellte seine Ideen bereits 1985 vor.
Die von Hunter favorisierten Entwürfe basierten auf einen als „Einstufig-zum-Orbit“ (‚single-stage-to-orbit‘, SSTO) genannten Ansatz als bestem Weg zum Bau von kostengünstigen, wiedernutzbaren Startfahrzeugen. Er glaubte damit, den Weg für einen massenhaften Weltraumtourismus zu eröffnen, mit einer Kette von Hotels in der Umlaufbahn und schließlich Urlauben auf dem Mond.
Hunters Ziel war die Entwicklung einer Generation von Raum-Boostern, die die Kosten, um in die Umlaufbahn zu gelangen von 10.000 US-Dollar pro Pfund auf etwa 100 US-Dollar pro Pfund zu reduzieren, um damit einen Markt für Raumreisen zu eröffnen für die Art von Urlaubern, die bisher Kreuzfahrten um die Welt und Abenteuerspritztouren in die Antarktis unternahmen.
Die Diskussion war und blieb aber die diejenige über die Möglichkeiten des Baus eines Raketenbooster, der Nutzlasten von zehn oder zwanzig Tonnen in einem Anlauf in die Umlaufbahn bringen konnte. Die Standpunkte bewegten sich zwischen dem von Hunter favorisierten SSTO-Ansatz und der „Zweistufig-zum-Orbit“-Schule (‚two-stage-to-orbit‘, TSTO), die einen zusätzlichen Satz von Triebwerken für den Start erforderte.
Hunter glaubte, dass SSTO mit modernen, leichtgewichtigen Materialien und ultraminiaturisierter Elektronik wesentlich praktikabler sei als der TSTO-Ansatz und nannte seinen Entwurf SSX (‚Space-Ship-Experimental‘).